# Bahnstrecke Les Aubrais-Orléans–Montargis
| Bahnhof Fleury les Aubrais mit Tramway d’Orléans, Sommer 2008 |                              |                                                                                                  |                                                                                                  |
| Streckennummer (SNCF): | 686 000                      |                                                                                                  |                                                                                                  |
| Streckenlänge: | 76 km                        |                                                                                                  |                                                                                                  |
| Spurweite: | 1435 mm (Normalspur)         |                                                                                                  |                                                                                                  |
| Zweigleisigkeit: | 1880–Anfang der 1950er Jahre |                                                                                                  |                                                                                                  |
| |                              |                                                                                                  |                                                                                                  |
| \| \| 121,0 \| Orléans \| 117 m \| \| \| \| \| \| \| \| \| Bahnstrecke Orléans–Gien und Bahnstrecke Orléans–Montauban-V.B. von/nach Gien und Montauban-V.B. \| \| \| \| \| \| \| \| \| \| \| \| \| \| \| Bahnstrecke Paris–Bordeaux und Bahnstrecke Chartres–Orléans von/nach Bordeaux-St-J. und Chartres \| \| \| \| \| \| \| \| \| \| Gleisharfe Aubrais \| \| \| \| 118,9 \| Les Aubrais \| 118 m \| \| \| 117,8 \| Bahnstrecke Paris–Bordeaux \| Bahnstrecke Paris–Bordeaux \| \| \| \| Bahnstrecke Orléans–Malesherbes \| \| \| \| 121,3 \| Semoy \| 122 m \| \| \| \| Abzw. Kohlelager \| \| \| \| 129,3 \| Vennecy \| 114 m \| \| \| 134,4 \| Donnery \| 112 m \| \| \| 136,8 \| Fay-aux-Loges \| 108 m \| \| \| 138,4 \| Cens \| Cens \| \| \| 146,9 \| Vitry-aux-Loges \| 125 m \| \| \| 149,4 \| Combreux \| 128 m \| \| \| 157,5 \| Boiscommun-Nibelle \| 147 m \| \| \| 158,0 \| Streckenende \| Streckenende \| \| \| 161,0 \| Montliard \| 140 m \| \| \| 163,7 \| Streckenende \| Streckenende \| \| \| \| Bahnstrecke Auxy-Juranville–Bourges v. Auxy-Juranville \| \| \| \| 164,9 \| Bellegarde-Quiers \| 115 m \| \| \| \| Bahnstrecke Auxy-Juranville–Bourges nach Bourges \| \| \| \| 172,4 \| Bezonde (10 m) \| Bezonde (10 m) \| \| \| 172,7 \| Ladon \| 99 m \| \| \| 180,0 \| Saint-Maurice-sur-Fessard \| 92 m \| \| \| 183,4 \| Pannes \| 93 m \| \| \| 183,9 \| A 77 \| A 77 \| \| \| 185,1 \| Canal d’Orléans (9 m) \| Canal d’Orléans (9 m) \| \| \| 186,8 \| Solin (26 m) \| Solin (26 m) \| \| \| 187,4 \| Canal du Loing (21 m) \| Canal du Loing (21 m) \| \| \| 187,7 \| Loing-Tal (74 m) \| Loing-Tal (74 m) \| \| \| 187,9 \| Loing (11 m) \| Loing (11 m) \| \| \| \| Bahnstrecke Villeneuve–Montargis v. Villen.-St-Georges \| \| \| \| 188,8 117,0 \| Bahnstrecke Moret–Lyon von Moret-Veneux-les-Sablons \| Bahnstrecke Moret–Lyon von Moret-Veneux-les-Sablons \| \| \| 117,7 \| Montargis \| 89 m \| \| \| 118,1 \| Bahnstrecke Montargis–Sens nach Sens \| Bahnstrecke Montargis–Sens nach Sens \| \| \| \| Bahnstrecke Moret–Lyon nach Lyon-Perrache \| \| |                              |                                                                                                  |                                                                                                  |
| Kopfbahnhof Streckenanfang | 121,0                        | Orléans                                                                                          | 117 m                                                                                            |
| |                              |                                                                                                  |                                                                                                  |
| Abzweig geradeaus, nach links und von links |                              | Bahnstrecke Orléans–Gien und Bahnstrecke Orléans–Montauban-V.B. von/nach Gien und Montauban-V.B. | Bahnstrecke Orléans–Gien und Bahnstrecke Orléans–Montauban-V.B. von/nach Gien und Montauban-V.B. |
| |                              |                                                                                                  |                                                                                                  |
| |                              |                                                                                                  |                                                                                                  |
| Abzweig geradeaus, nach rechts und von rechts |                              | Bahnstrecke Paris–Bordeaux und Bahnstrecke Chartres–Orléans von/nach Bordeaux-St-J. und Chartres | Bahnstrecke Paris–Bordeaux und Bahnstrecke Chartres–Orléans von/nach Bordeaux-St-J. und Chartres |
| |                              |                                                                                                  |                                                                                                  |
| Dienststation / Betriebs- oder Güterbahnhof |                              | Gleisharfe Aubrais                                                                               | Gleisharfe Aubrais                                                                               |
| Bahnhof | 118,9                        | Les Aubrais                                                                                      | 118 m                                                                                            |
| Abzweig geradeaus und nach links | 117,8                        | Bahnstrecke Paris–Bordeaux                                                                       | Bahnstrecke Paris–Bordeaux                                                                       |
| Abzweig geradeaus und nach links |                              | Bahnstrecke Orléans–Malesherbes                                                                  | Bahnstrecke Orléans–Malesherbes                                                                  |
| ehemaliger Bahnhof | 121,3                        | Semoy                                                                                            | 122 m                                                                                            |
| Abzweig geradeaus und nach rechts |                              | Abzw. Kohlelager                                                                                 | Abzw. Kohlelager                                                                                 |
| ehemaliger Bahnhof | 129,3                        | Vennecy                                                                                          | 114 m                                                                                            |
| ehemaliger Haltepunkt / Haltestelle | 134,4                        | Donnery                                                                                          | 112 m                                                                                            |
| ehemaliger Bahnhof | 136,8                        | Fay-aux-Loges                                                                                    | 108 m                                                                                            |
| Brücke über Wasserlauf | 138,4                        | Cens                                                                                             | Cens                                                                                             |
| ehemaliger Bahnhof | 146,9                        | Vitry-aux-Loges                                                                                  | 125 m                                                                                            |
| ehemaliger Haltepunkt / Haltestelle | 149,4                        | Combreux                                                                                         | 128 m                                                                                            |
| ehemaliger Bahnhof | 157,5                        | Boiscommun-Nibelle                                                                               | 147 m                                                                                            |
| | 158,0                        | Streckenende                                                                                     | Streckenende                                                                                     |
| Haltepunkt / Haltestelle (Strecke außer Betrieb) | 161,0                        | Montliard                                                                                        | 140 m                                                                                            |
| | 163,7                        | Streckenende                                                                                     | Streckenende                                                                                     |
| Abzweig geradeaus und ehemals von links |                              | Bahnstrecke Auxy-Juranville–Bourges v. Auxy-Juranville                                           | Bahnstrecke Auxy-Juranville–Bourges v. Auxy-Juranville                                           |
| ehemaliger Bahnhof | 164,9                        | Bellegarde-Quiers                                                                                | 115 m                                                                                            |
| Abzweig geradeaus und ehemals nach rechts |                              | Bahnstrecke Auxy-Juranville–Bourges nach Bourges                                                 | Bahnstrecke Auxy-Juranville–Bourges nach Bourges                                                 |
| Brücke über Wasserlauf | 172,4                        | Bezonde (10 m)                                                                                   | Bezonde (10 m)                                                                                   |
| ehemaliger Bahnhof | 172,7                        | Ladon                                                                                            | 99 m                                                                                             |
| ehemaliger Bahnhof | 180,0                        | Saint-Maurice-sur-Fessard                                                                        | 92 m                                                                                             |
| ehemaliger Bahnhof | 183,4                        | Pannes                                                                                           | 93 m                                                                                             |
| Strecke mit Straßenbrücke | 183,9                        | A 77                                                                                             | A 77                                                                                             |
| Brücke über Wasserlauf | 185,1                        | Canal d’Orléans (9 m)                                                                            | Canal d’Orléans (9 m)                                                                            |
| Brücke über Wasserlauf | 186,8                        | Solin (26 m)                                                                                     | Solin (26 m)                                                                                     |
| Brücke über Wasserlauf | 187,4                        | Canal du Loing (21 m)                                                                            | Canal du Loing (21 m)                                                                            |
| Brücke über Wasserlauf | 187,7                        | Loing-Tal (74 m)                                                                                 | Loing-Tal (74 m)                                                                                 |
| Brücke über Wasserlauf | 187,9                        | Loing (11 m)                                                                                     | Loing (11 m)                                                                                     |
| Abzweig geradeaus und von links |                              | Bahnstrecke Villeneuve–Montargis v. Villen.-St-Georges                                           | Bahnstrecke Villeneuve–Montargis v. Villen.-St-Georges                                           |
| Abzweig geradeaus und von links | 188,8 117,0                  | Bahnstrecke Moret–Lyon von Moret-Veneux-les-Sablons                                              | Bahnstrecke Moret–Lyon von Moret-Veneux-les-Sablons                                              |
| Bahnhof | 117,7                        | Montargis                                                                                        | 89 m                                                                                             |
| Abzweig geradeaus und nach links | 118,1                        | Bahnstrecke Montargis–Sens nach Sens                                                             | Bahnstrecke Montargis–Sens nach Sens                                                             |
| Strecke |                              | Bahnstrecke Moret–Lyon nach Lyon-Perrache                                                        | Bahnstrecke Moret–Lyon nach Lyon-Perrache                                                        |

Die Bahnstrecke Orléans–Montargis war eine eingleisige, nicht-elektrifizierte Eisenbahnstrecke in Frankreich. Nur noch wenige Kilometer werden heute durch den Güterverkehr genutzt. Sie verband im Abstand von etwa 120 km von Paris entfernt die beiden wichtigen Nord-Süd-Achsen Paris–Bordeaux und Paris–Lyon miteinander. Diese Gleistrasse gehörte zu der dreiteiligen Strecke, die in Fortführung über Montargis–Sens und Coolus–Sens nach Châlons-sur-Marne führte. Die Kilometrierung erfolgt vom Bahnhof Paris-Austerlitz.

## Geschichte
Für alle drei Teilstücke erhielt 1864 die gleiche Bietergemeinschaft die Konzession und wurde am 6. Oktober 1874 eröffnet. Am 25. Mai 1878 übernahm die Staatliche Eisenbahnverwaltung Chemins de fer de l’État zusammen mit vielen anderen Strecken den Betrieb dieser privaten Gesellschaft, nachdem ein Konkurs nicht mehr abwendbar war. Am 14. Juni 1864 wurde der Bau und Betrieb dieser und der anderen beiden Strecken über Troyes und Sens durch das Ministerium für Landwirtschaft, Wirtschaft und öffentliche Angelegenheiten genehmigt. Am 16. Februar 1870 wurde dazu die Compagnie du chemin de fer d’Orléans à Chalons gegründet. Am 25. August 1875 konnte die Strecke zunächst eingleisig in Betrieb genommen werden. 1880 wurde eine zweite Gleisspur verlegt. 1884 kaufte die Compagnie du chemin de fer de Paris à Orléans (PO) die Strecke von der staatlichen Auffanggesellschaft, die die Strecke am 28. Mai 1878 von der maroden Bahngesellschaft übernommen hatte, auf und integrierte sie in ihr Gleisnetz.
Während vor dem Ersten Weltkrieg die Fahrzeit zwischen den beiden, 76 km voneinander entfernten Endbahnhöfen unter Dampf etwas über zwei Stunden dauerte, liegt sie zwischen den Weltkriegen bei fast zwei Stunden. Die Durchschnittsgeschwindigkeit lag damit bei nur 40 km/h, deutlich zu langsam, um attraktiv wirtschaften zu können. Die Übernahme durch die Staatseisenbahn SNCF änderte diese Situation nicht. Nach dem Zweiten Weltkrieg wurde das zweite Gleis wieder entfernt und die Dampflokomotiven durch Triebwagen ersetzt. Am 4. November 1969 wurde der Personenverkehr auf dieser Strecke geschlossen, am 26. Juli 1973 auch der Güterverkehr auf einem kleinen Abschnitt in der Mitte der Strecke (BK 158 – BK 163,7). Seit 2012 wird der nicht stillgelegte Teil auch durch Güterverkehr nicht mehr benutzt, nachdem in Höhe von Marigny-les-Usages ein Hangrutsch die Strecke verschüttet hat.